# 佟文
佟 文（とうぶん、トンウェン、Tong Wen、1983年2月1日 - ）は、中国・天津出身の女子柔道選手。身長180cm、体重128kg。

## 経歴
13歳の時に柔道を始めた。女子78kg超級は中国勢が圧倒的に強く、層が厚い。佟文は中国国内で第一人者として君臨している。北京オリンピックの決勝戦では、日本の塚田真希に終了間際の逆転の一本勝ちで金メダルを獲得した。世界選手権において7度の優勝を誇る。2012年のワールドマスターズでは決勝で不戦敗となったことで、記録上は2007年のドイツ国際以来の敗戦となった。7月のロンドンオリンピックでは優勝候補筆頭だったが、準決勝でキューバのイダリス・オルティスから有効を取られてしまい、敗れて銅メダルに終わりオリンピック連覇はならなかった。

## ドーピング騒動
2010年2月のグランドスラム・パリにおいて、IJFのマリウス・ビゼール会長がロッテルダム世界選手権における佟文のドーピング陽性反応が確認されたことを公表した。その後IJFは、佟文の世界選手権での金メダル剥奪と2年間の出場停止処分を科すことを決めた。これに対して佟文は、飼料に禁止薬物のクレンブテロールが含まれていた豚肉を食べたため陽性反応を示すことになったのだと弁明した。
2011年2月にはこの件をCASに提訴していた佟文の訴えが認められ、処分は取り消されることになった。今回のケースは、尿検査でＡサンプル、Bサンプルともに筋肉増強効果があるとされるクレンブテロールに陽性反応を示したものの、追試として行われるBサンプル分析の際に佟文、もしくは代理人の立会いなく行われた点が検査手続きの不備に該当するのでIJFによる処分は無効になるというのがCASの下した裁定だった。
これに対してIJFのビゼール会長は、2009年9月にAサンプルで陽性反応が確認された後、10月になって佟文が英語に訳すと「この件で自分に責任があるのは分かっています」といった内容の文書を中国語の署名付きで提出していたので、11月に確認のためのBサンプル分析を行った際には佟文本人、もしくは代理人の立会いを行わなかったのだと反論した。
さらに今回のCASによる裁定は、｢とても驚くべき決定で、柔道界だけでなくスポーツ界に悪影響を及ぼす｣と述べた。

## 柔道スタイル
佟文は圧倒的なパワーを武器に、立ち技、寝技どちらもこなす。得意技は一本背負い。しかし、その圧倒的なパワーゆえにスタミナ切れが唯一の欠点とされる。その欠点を補うため、故意に帯を緩く結び帯がほどける回数を増やすことで休憩時間を稼ぐシーンが度々みられた。特に2008年北京五輪の決勝で塚田と対戦した際には合計5度も帯がほどけ、地元中国の会場でありながら会場中からブーイングが起こる事態となった。事態を重く見た世界柔道連盟はこの対戦を機に柔道着の規格を見直し、簡単にほどける帯や滑りやすい道着が禁止されるようになった。なお、2012年ロンドン五輪でも準決勝で計3度も帯がほどけるシーンが見られた。

## 主な成績
（階級表記のない大会は全て78kg超級での成績）
- 1999年 - 福岡国際 2位
- 2000年 - オランダ国際 3位
- 2000年 - アジア選手権 優勝
- 2000年 - 世界ジュニア 3位
- 2000年 - アジアジュニア 2位
- 2000年 - 福岡国際 優勝
- 2001年 - 世界選手権 無差別 3位
- 2001年 - ユニバーシアード 無差別 3位
- 2002年 - アジア大会 無差別 優勝
- 2002年 - 青島国際 無差別 優勝
- 2003年 - 世界選手権 無差別 優勝
- 2005年 - 世界選手権 優勝
- 2006年 - ワールドカップ団体戦 3位
- 2006年 - アジア大会 優勝
- 2007年 - ドイツ国際 3位
- 2007年 - ユニバーシアード 優勝
- 2007年 - 世界選手権 優勝
- 2007年 - 世界柔道団体選手権大会 優勝
- 2008年 - フランス国際 優勝
- 2008年 - ハンガリー国際 優勝
- 2008年 - 北京オリンピック 優勝
- 2008年 - 世界選手権 優勝
- 2009年 - グランドスラム・パリ 優勝
- 2009年 - ワールドカップ・ウィーン 優勝
- 2009年 - 世界選手権 優勝
- 2011年 - グランドスラム・モスクワ 2位
- 2011年 - ワールドカップ・マドリード 優勝
- 2011年 - 世界選手権 優勝
- 2011年 - 世界選手権 優勝
- 2011年 - グランプリ・青島 優勝
- 2012年 - ワールドマスターズ 2位
- 2012年 - ロンドンオリンピック 3位